# Бдат Џутим
Рашид Куртановић (Београд, 14. април 1978), познатији под сценским именом као Бдат Џутим или Тимбе, јесте српски ем-си и диск-џокеј. Члан је групе Бед копи, и бивши члан групе 43зла.

## Биографија
Рођен је 13. априла 1978. године. Хип хопом почиње да се бави 1996.
До сада је издао два соло албума, „Тимбетова земља“ и „Празник за уши“. Музички узори су му: Редмен, Паблик Енеми и Тупак Шакур. Његове текстове одликује огромна доза хумора, док се са друге стране може уочити и критика друштва и политичке ситуације, као и пуно бетл текстова. Сарађивао је са: Ајс Нигрутином, Скај Виклером, групом Прти Бее Гее, Марчелом, Суидом, Бваном, групом Београдски синдикат, Едо Мајком, Струком, групом Баук Сквад и многим другим извођачима из Србије и Балканског региона.
Пре него што је постао члан Бед копија је као гостујући уметник учествовао у њиховој песми Bad Copy ride, која је била на првом албуму Орбод мебеј. Тада је користио уметничко име Ол форти, док су тадашњи чланови Бед копија били Ајс Нига Дез (Ајс Нигрутин), и Мики Бој.

## Дискографија

### Bad Copy
- Орбод мебеј (1996), као гостујући уметник[1]
- Све сами хедови (2003)
- Најгори до сада (2006)
- Кригле (2013)

### 43зла
- Све саме барабе (2004)

### Соло
- Тимбетова земља (2004)
- Празник за уши (2009)

### Спотови
- Спот за песму „Кик, Хет, Снер“
- Спот за песму „43“
- Спот за песму „Затворска“

### Интервјуи
- Intervju za portal Radivizija.com
- Intervju za Malosutra magazin[мртва веза]
- Intervju za svastara.com